# خليل الورد
خليل إبراهيم الورد (1923 - 1984) هو فنان تشكيلي عراقي.

## حياته
ولد خليل الورد في في محلة الدبخانة في الكاظمية عام 1923، في العاصمة العراقية بغداد، أكمل دراسته الابتدائية في مدرسة المفيد في الكاظمية والمتوسطة في متوسطة الكرخ وبعدها درس في متوسطة الكاظمية ومن ثم أكمل الاعدادية، وفي التاسعة من عمره، زار اول معرض فني في حياته وكان المعرض الصناعي الزراعي، تخرج من معهد المعلمين، وعمل في التعليم، عُين ملاحظ للإدارة والأوراق في مديرية المعارف آنذاك، درس النحت على يد جواد سليم في معهد الفنون الجميلة وحصل على دبلوم فن النحت عام 1954، عمل مدرساً للرسم والنحت في إعدادية الكاظمية من 1951 حتى 1961.

## عضوية
- عضو في جماعة بغداد للفن الحديث.
- عضو في جمعية الفنانين التشكيليين العراقيين.
- عضو في نقابة الفنانين العراقيين.

## أعماله الفنية
- (أمام عيادة الطبيب) تمثال من خشب الزان لا يتجاوز ارتفاعه 40 سنتمتر، نحته سنة 1980، وعرض للمرة الاولى في معرضه الشخصي الأول سنة 1981.
- (التوأمان) تمثال من خشب الصاج لا يتجاوز ارتفاعه 20 سنتمتر، نحته سنة 1980، وعرض في معرضه الشخصي الأول في 1981 وفي المعرض الذي أقامته وزارة الثقافة بعد وفاته تأبينا له سنة 1984.
- (رفيعة عود) تمثال من الخشب بطول تقريبي 30 سنتمتر، عرض في معرضه الشخصي الأول سنة 1981.